# Rebrovac

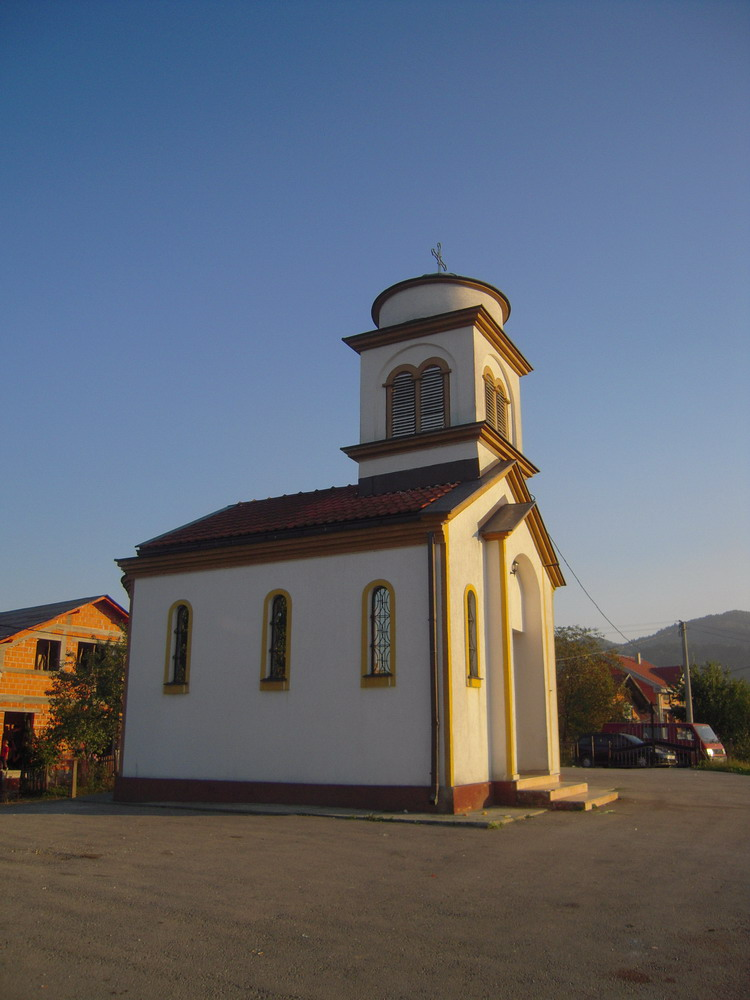
Chapelle à Rebrovac

Rebrovac (en serbe cyrillique : Ребровац) est un faubourg de Banja Luka, la capitale de la république serbe de Bosnie, Bosnie-Herzégovine.

## Localisation
Rebrovac est situé au sud-est du centre-ville. Le faubourg est délimité par le Vrbas au nord et par les communautés locales d'Obilićevo (Mejdan) à l'ouest, de Starčevica au sud et à l'est et d'Ada à l'extrême nord-est.

## Caractéristiques
Rebrovac abrite la maison des étudiants (en serbe : Studentski dom), qui fait partie de la cité universitaire, ainsi que l'école élémentaire Branko Radičević. Le faubourg abrite également un cimetière et accueille les bâtiments de la société Krajina GP, l'une des plus importantes entreprises de construction de la ville.